# Ändör
Ändör är ett flackt skär i havet omkring 5 kilometer väster om ögruppen och kommunen Kökar på Åland. Arealen är 3,3 hektar och största längden från strand till strand omkring 300. 
På Ändör möts gränserna för kommunerna Föglö, Kökar och Sottunga, vilket betyder att skäret är delat mellan dem. Den östra delen tillhör Kökar, den västra Föglö och en liten tårtbit mot norr Sottunga.